# Yalla Parkour
Yalla Parkour ist ein Dokumentarfilm der palästinensisch-US-amerikanischen Regisseurin Areeb Zuaiter aus dem Jahr 2024 und ihr Langfilmdebüt. Er hatte seine Weltpremiere beim US-amerikanischen Dokumentarfilmfestival Doc NYC im Jahr 2024, wo er den Hauptpreis gewann. Die europäische Premiere fand im Rahmen der 75. Internationalen Filmfestspiele Berlin 2025 in der Sektion Panorama statt.

## Handlung
Filmemacherin Areeb Zuaiter, die in den USA lebt, ist selbst Teil der Filmhandlung. Sie ist in Nablus in den Palästinensischen Autonomiegebieten geboren und in Saudi-Arabien aufgewachsen. Sie erinnert sich an einen prägenden Besuch mit ihrer Familie in Gaza im Alter von vier Jahren, bei dem sie erstmals das Meer gesehen hat.
Jahre später wecken Online-Videos von jungen Palästinensern, die in Gaza Parkour praktizieren, ihr Interesse. Zuaiter knüpft aus den USA per Internet Kontakt zu dem jungen palästinensischen Parkour-Athleten Ahmed Matar, der online Videos über seine Parkour-Praxis im Gazastreifen teilt.
Die Regisseurin verarbeitet Material von Ahmed Matar, das ein Jahrzehnt Parkour-Trainings der Gruppe Gaza Parcour dokumentiert. Seine Videos zeigen, wie palästinensische Jugendliche mit Parkour den öffentlichen Raum athletisch bespielen. Sie wurden im verlassenen Flughafen von Gaza, der Ruine eines Einkaufszentrums und vor dem Hintergrund ferner Explosionen von Bombardierungen aufgenommen.
Ahmed Matar entdeckte Parkour mit neun Jahren, berichtet er Areeb Zuaiter. Er gehörte zur Gruppe Gaza Parkour, dem ersten Parkour-Team Palästinas, das 2005 nach dem Abzug der israelischen Armee aus dem Gazastreifen im Flüchtlingslager Khan Yunis entstanden ist. Abdullah Inshasi und Mohammed Al-Jakhbeer gründeten das Team, das mit Mitgliedern wie Ahmed Matar, Abdallah Al-Qassab, Jehad Abu-Sultan und Mousa Amer wuchs. Mohammed Al-Jakhbeer lebt heute in Schweden, wo er weiterhin an Freerunning-Workshops und Sportevents teilnimmt. Sein Freund Abdullah Inshasi verletzte sich 2018 bei einer Parkour-Show schwer an der Wirbelsäule und nutzt seitdem einen Rollstuhl. Er lebt inzwischen in Italien und gehört dem italienischen Paralympischen Verband an.
Ahmed filmte über zehn Jahre hinweg die Trainings und Auftritte des Teams. Mit unermüdlichem Einsatz verfolgt er sein Ziel, Gaza zu verlassen. Seine Videos zeigen Stunts, Sprünge, Akrobatik und Stürze. Die Jugendlichen kämpfen um Aufmerksamkeit in den sozialen Medien, hoffen auf Einladungen zu Wettkämpfen und träumen von einem Leben außerhalb Gazas.
Dieser Wunsch steht im Gegensatz zu Areeb Zuaiters eigener Sehnsucht nach Palästina. Ihre Erinnerungen, die sie mit alten Fotos und einem imaginären Dialog mit ihrer verstorbenen Mutter wachruft, fließen in die Filmhandlung ein.
Zuaiter engagierte ein Filmteam in Gaza, um Ahmed zu begleiten. Diese Szenen beleuchten die Hürden der israelischen Bürokratie. Ahmed reicht alle geforderten Dokumente ein, zahlt Gebühren und wartet geduldig. Dennoch scheitert sein Ausreiseantrag fünf Mal. Erst 2017 erhält er ein Schengen-Visum und reist zu einer Parkour-Meisterschaft nach Schweden. Heute lebt Ahmed in Stockholm, wo ihn eine Pflegefamilie unterstützte. Am Schwedischen Königlichen Dramatischen Theater trat er in einem Stück mit dem Titel „Exit Parkour“ auf, das seine Geschichte erzählt.
Ahmeds Wunsch, Gaza zu verlassen, konfrontiert Areeb mit eigenen Gefühlen von Zugehörigkeit und Verlust. Der Film thematisiert die Suche nach Identität, die Bedeutung von Heimat und die Auswirkungen des Exils.

## Hintergrund
Der Film erhielt im Juni 2021 eine Förderung des Doha Film Institutes. Er entstand vor dem erneut im Jahr 2023 aufgeflammten bewaffneten Konflikt zwischen Israel und Gaza, so dass die Filmbilder ein vergangenes Bild der Stadt Gaza zeigen. Die Regisseurin hat Gaza für den Film nie betreten: Für die dokumentarischen Filmbilder aus der Stadt ab 2016 hat sie aus der Ferne jemanden vor Ort engagiert. Den Vertrieb übernahm die schwedische Produktionsfirma Kinana Films. 
Die Weltpremiere von Yalla Parkour fand beim Doc NYC am 16. November 2024 im internationalen Wettbewerb statt, wo der Film als Bester Internationaler Dokumentarfilm ausgezeichnet wurde. Seine Premiere im Nahen Osten und Nordafrika feierte er am 10. Dezember 2024 auf dem Red Sea International Film Festival und die Europapremiere bei den 75. Internationalen Filmfestspielen Berlin 2025 in der Sektion Panorama am 19. Februar 2025. Mit dem Gewinn des Firebird Awards im Rahmen des Hong Kong International Film Festival qualifizierte sich Yalla Parkour für die Oscar-Einreichungen des Jahres 2026. 

## Rezeption
Ola Salwa vom Online-Magazin cineuropa.org empfindet den Film als „melancholisch, aber auch voller Spaß und Ausgelassenheit“. Er sei „sowohl von Verlust als auch von Hoffnung gezeichnet.“ Es sei „ein interessanter, subtiler und poetischer Film, der ein anderes Gesicht des Gazastreifens“ zeige „als das, das wir seit dem Ausbruch des Krieges am 7. Oktober 2023 aus den Nachrichten“ kennen würden. Yalla Parkour komme „bescheiden und leise“ daher, „ein Zeugnis für die Fähigkeit des menschlichen Geistes, weiterzumachen und trotz aller Widrigkeiten Licht zu finden“.
Chiara Spagnoli Gabardi vom Magazin cinemadailyus.com findet die „Entscheidung des Dokumentarfilms, diese beiden parallelen Erzählungen laufen zu lassen“, geschickt gewählt. So lasse der Film „zwei Stimmen zu Wort kommen, die über die vergangene und gegenwärtige Situation in Gaza“ berichteten.
E. Nina Rothe führt in ihrer Rezension für die International Cinephile Society aus: „Die Brillanz von Zuaiters Film liegt in der völligen Verletzlichkeit ihrer gefilmten Bilder und in der Art und Weise, wie sie dem Publikum sowohl ihre eigenen Emotionen als auch die ihres Subjekts zeigt.“ Yalla Parkour sei ein gelungenes Beispiel dafür, „wie tief ein Dokumentarfilm in die Geschichte eintauchen kann, in die Schuhe derer, die wir für „die Anderen“ halten, die aber in Wirklichkeit genau wie wir“ seien. Dadurch gelinge dem Film ein „echter Einblick in die Existenz des palästinensischen Volkes“, „sowohl in seinem Heimatland als auch in der Diaspora“.

## Auszeichnungen
- 2024: Bester Internationaler Dokumentarfilm beim US-Dokumentarfilmfestival Doc NYC[11]
- 2025: 2. Platz beim Panorama Publikumspreis in der Kategorie Dokumentarfilm der 75. Internationalen Filmfestspiele Berlin 2025[14]
- 2025: Firebird Award beim Hong Kong International Film Festival[15]